# 스파이커 자동차
스파이커 자동차(네덜란드어: Spyker Cars)는 네덜란드의 하이퍼카 메이커로 1999년에 설립되었다. 본사는 네덜란드 젤란트주 제이볼데에 위치해 있다.

## 생산 차종

### 현재 생산차종
- 스파이커 C8
- 스파이커 C12 자가토
- 스파이커 C12 라투르비